# 海野勝珉

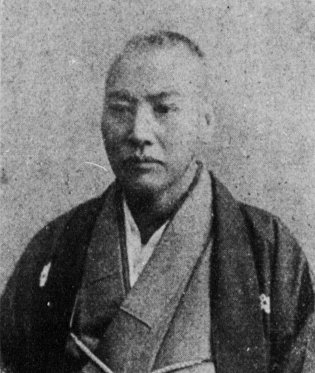
海野勝珉

海野 勝珉（うんの しょうみん、天保15年5月15日（1844年6月30日） - 大正4年（1915年）10月6日）は、日本の彫金家。幼名・竹次郎。別号は東華斎、芳州。

## 略伝
常陸国・水戸にて、伝右衛門の四男として生まれる。叔父にあたり水戸藩士だった初代・海野美盛に金属彫刻を学ぶ。更に美盛の紹介で、当時水戸彫金界の泰斗だった同藩士・萩谷勝平から金属工芸の諸技術を収めて、基平と名乗った。「勝珉」の名は、師・萩谷勝平の「勝」と江戸時代の名彫金家・横谷宗珉の「珉」を合わせ後に名乗ったものと考えられる。また水戸時代には、安達梅渓に絵を、武庄次郎に漢籍も学び、高い教養も身につけている。
明治初年上京、明治9年（1876年）駒込千駄木町で開業した。明治10年（1877年）第1回内国勧業博覧会、明治14年（1881年）第2回内国勧業博覧会で褒状。明治23年（1890年）、第3回同博覧会で「蘭陵王」で妙技一等賞。翌年東京美術学校助教授となり、先達で同校教授だった加納夏雄に師事し更なる研鑽を積む。明治27年（1894年）同教授、翌年の第4回内国勧業博覧会では審査員。明治29年（1896年）6月30日には帝室技芸員を拝命。明治38年（1905年）加納に続き勲六等瑞宝章受章。大正4年に逝去後は、従四位勲四等に叙せられた。
加納と同じく、鋭角な刃先を持つ小刀のような鑿で金属を彫る片切彫を得意とした。また象嵌にも優れ、多種の金属を組み合わせる事で豊かな色彩表現を可能としている。
墓所は豊島区駒込の染井霊園。

## 代表作

蘭陵王置物、重要文化財（2022年度指定）

- 蘭陵王置物

1890年製作、1890年第三回内国勧業博覧会一等妙技賞受賞作、重要文化財（2022年度指定）、三の丸尚蔵館蔵
- 太平楽置物

1899年製作、1900年パリ万博出展作、重要文化財（2024年度指定）、三の丸尚蔵館蔵
- 菊蒔絵螺鈿書棚

1903年製作、重要文化財（2024年度指定）、三の丸尚蔵館蔵、川之邊一朝（蒔絵）、六角紫水（下絵）等との共作。文化財指定は菊蒔絵螺鈿書棚製作図45枚が附指定されている。

## 親族
- 叔父 海野美盛（彫金家）
- 弟 海野盛寿（彫金家）
- 三男 海野清（日本芸術院会員、人間国宝）
- 甥 海野美盛 (2代目)（彫金家）
- 甥の息子 海野建夫（彫金家）
- 甥の甥 飛田周山（日本画家）